# Joseph Caillaux

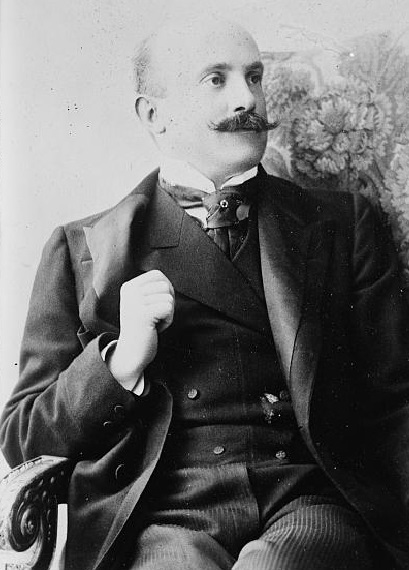
Joseph Caillaux

Joseph Marie Auguste Caillaux (Le Mans, 30 maart 1863 – Mamers, 22 november 1944) was een belangrijk Frans politicus tijdens de Derde Franse Republiek.

## Biografie
Nadat hij rechten studeerde aan de École des Sciences Politiques, trad hij in 1888 in de civiele dienst als inspecteur van financiën en bracht het grootste deel van zijn officiële carrière door in Algiers. Als republikeins kandidaat bij de verkiezingen van 1898 in het departement Sarthe kon hij verkozen worden in de Kamer van Afgevaardigden ten nadele van de hertog van Rochefoucault-Bisaccia. Hij was van 1899 tot 1902 minister van Financiën in het kabinet van René Waldeck-Rousseau en was dit opnieuw van 1906 tot 1909 in het kabinet van Georges Clemenceau. In 1911 werd hij eerste minister. Als leider van de Radicalen verkoos hij een beleid van bemiddeling met Duitsland tijdens zijn premierschap van 1911 tot 1912, die hebben geleid tot de handhaving van de vrede tijdens de tweede Marokkaanse Crisis van 1911. Hij en zijn ministers werden gedwongen om af te treden op 11 januari 1912, nadat bekend werd dat hij in het geheim had onderhandeld met Duitsland zonder medeweten van president Armand Fallières.
Toch bleef hij dankzij zijn zeer goede kwaliteiten van financier een grote mogendheid in de Franse politiek. Hij streed met grote vasthoudendheid voor een wet die een militaire dienst van drie jaar mogelijk moest maken. Hoewel deze maatregel wet werd, stemde Caillaux wegens het financiële aspect van dit wetsontwerp tegen. Dit veroorzaakte in het najaar van 1913 de val van het kabinet van Louis Barthou.
Omdat de Entente Cordiale in werking was, was het onmogelijk voor Caillaux om terug te keren naar de positie van premier. Hij sloot zich echter als minister van Financiën aan bij het kabinet van Gaston Doumergue. Als een financieel expert had hij al lang het idee om een grote en noodzakelijke hervorming in het fiscale beleid van Frankrijk door te voeren, zoals de invoering van het beginsel van een inkomstenbelasting. Zijn pleidooi voor een inkomstenbelasting verontrustte de conservatieve elementen in het land, en in de winter werd hij met toenemend geweld aangevallen door de pers. Deze aanvallen bereikten een hoogtepunt van bitterheid in een aantal artikelen in Le Figaro die gingen over persoonlijke zaken van Joseph Caillaux.

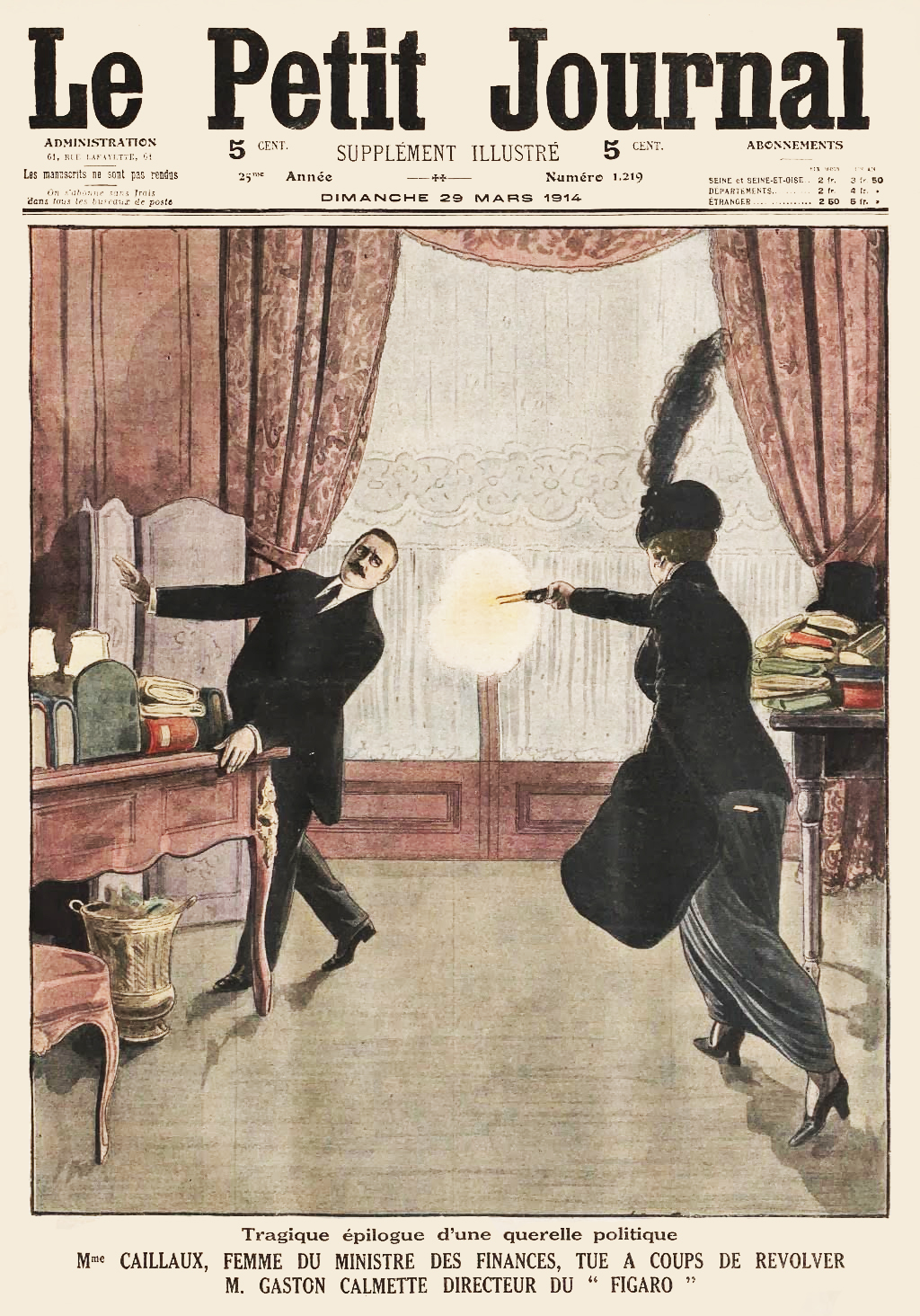
Cover van Le Petit Journal die de moord op Gaston Calmette, de directeur van Le Figaro, illustreert.

In het voorjaar van 1914 begon Le Figaro met een publicatie van brieven van Joseph Caillaux aan Henriette Caillaux, zijn tweede vrouw. Die brieven dateerden uit de periode toen hij nog getrouwd was met zijn eerste vrouw. In maart 1914 schoot Henriëtte Caillaux Gaston Calmette, de redacteur van de krant, dood, voordat Caillaux ontslag nam als minister van Financiën. In juli 1914 werd ze vrijgesproken op grond van het feit dat ze een passionele moord gepleegd had.

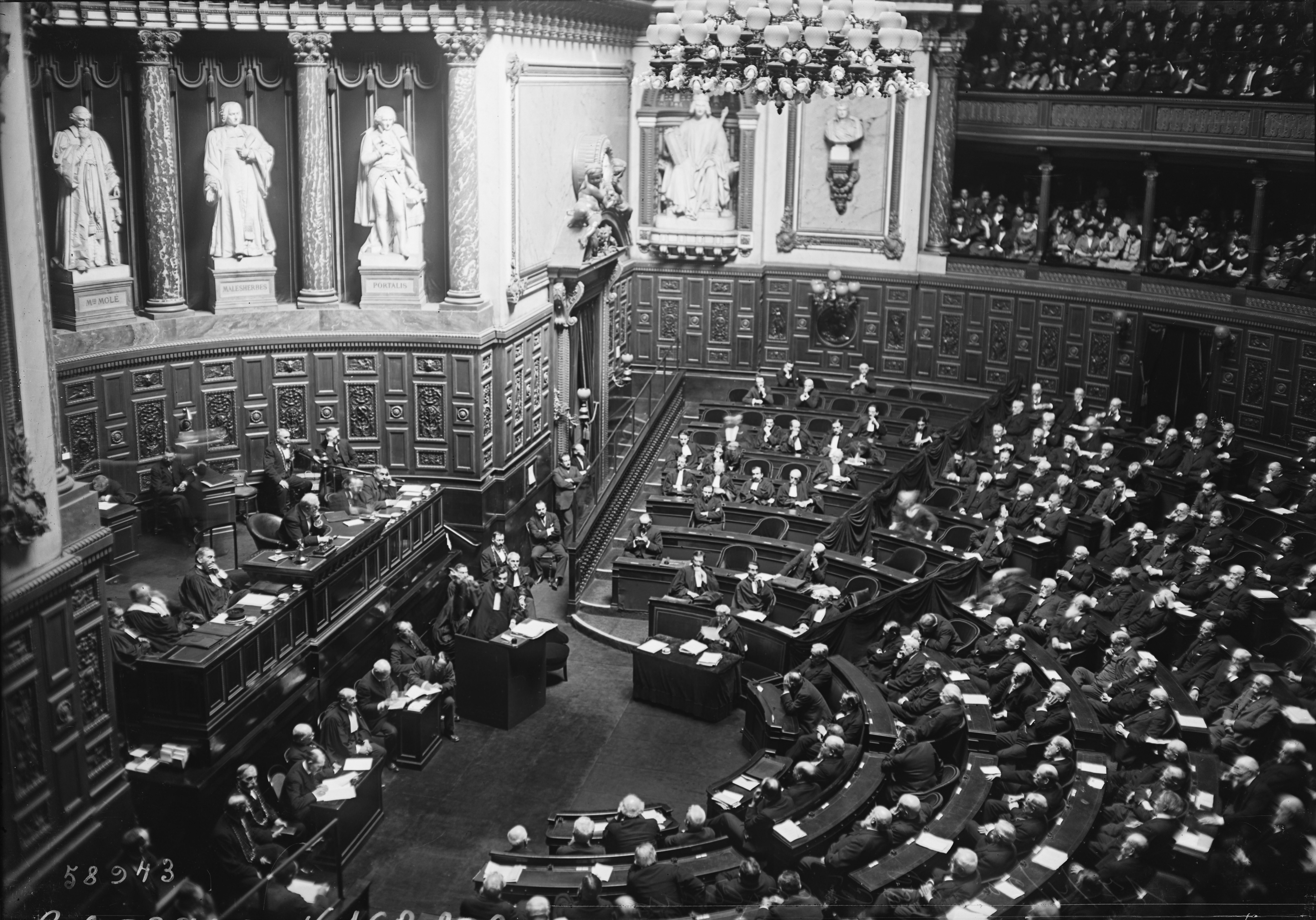
Het Procès Caillaux in het Palais du Luxembourg, 17 april 1920

Caillaux werd de leider van een partij die in het parlement streefde voor de vrede tijdens de Eerste Wereldoorlog. Na een missie naar Zuid-Amerika keerde hij in 1915 terug naar Frankrijk en begon hij een lobby-campagne: hij financierde kranten en deed alles wat hij kon om achter de schermen zijn positie te versterken. Vanaf de lente van 1917 werd hij in de ogen van de Franse bevolking aanzien als  "l'homme de la défaite", ofwel de man die bereid was om vrede te sluiten met Duitsland ten koste van Groot-Brittannië. Toen Clemenceau aan de macht kwam, verloor Caillaux echter zijn hoop. Dit leidde tot zijn arrestatie en zijn proces voor hoogverraad in 1918. Na een lange onderbreking werd hij op beschuldiging van hoogverraad door het hooggerechtshof van de Senaat veroordeeld tot drie jaar gevangenisstraf, een termijn die hij al vervuld had, en een verbod van vijf jaar om op Frans grondgebied te wonen en een verlies van burgerrechten voor tien jaar.
Nadat hij in 1925 gerehabiliteerd werd, diende Caillaux nog verschillende keren als minister in linkse regeringen.
Hij ligt begraven op het Cimetière du Père-Lachaise in Parijs.
- Bibsys: 90711332
- Biblioteca Nacional de España: XX1221680
- Bibliothèque nationale de France: cb12334274n (data)
- CiNii: DA09444692
- Gemeinsame Normdatei: 118675273
- International Standard Name Identifier: 0000 0001 1033 1397
- Library of Congress Control Number: n81087043
- Bibliotheek van het Japanse parlement: 00652399
- Nationale Bibliotheek van Tsjechië: jo2002113343
- Nationale Bibliotheek van Israël: 987007277878305171
- Nationale Bibliotheek van Polen: a0000002890746
- Nederlandse Thesaurus van Auteursnamen: 070366241
- Istituto Centrale per il Catalogo Unico: RAVV058019
- LIBRIS: 182702
- SNAC: w67d6jfv
- Système universitaire de documentation: 032282907
- Virtual International Authority File: 114621953
- WorldCat: E39PBJqfGbFJWJh8cryXG8hfv3